# Irssi
Irssi is een IRC-client met een op tekst gebaseerde interface. Het programma werd oorspronkelijk ontwikkeld door Timo Sirainen en wordt momenteel ontwikkeld door het Irssi-project.
Irssi is geschreven in programmeertaal C en programmeertaal Perl en vrijgegeven onder de GPLv2.